# Джозеф, Кимберли
 Ки́мберли Джо́зеф (англ. Kimberley Joseph; род. 30 августа 1973, Ванкувер, Британская Колумбия, Канада) — австралийско-канадская актриса и телеведущая. Наиболее известна ролью Синди Чендлер в американском драматическом телесериале «Остаться в живых».

## Биография
Кимберли Джозеф родилась 30 августа 1973 года в Ванкувере, Британская Колумбия, Канада. Дочь бизнесмена Джо и австралийки Венди. Когда ей было три года её семья переехала в Австралию, в город Голд-Кост, где она училась в школе Санкт-Хильды. Семья много путешествовала по Европе, и Кимберли училась в разных школах, включая школу в Монтрё, где она проучилась четыре года. Путешествуя она научилась говорить испанском и французском языках. Когда она вернулась в Австралию, она начала читать на соискание ученой степени в области искусства и коммерции в университете Бонда, но обучение она не завершила.
Кимберли встречается с кинооператором Скоттом Крисменом. У пары есть сын — Гэбриел Крисмен (род. в октябре/ноябре 2013).

## Фильмография
| Год       |    | Русское название                | Оригинальное название            | Роль                  |
| --------- | -- | ------------------------------- | -------------------------------- | --------------------- |
| 1993      | с  | Следы во времени                | Time Trax                        | девушка в бикини      |
| 1994      | с  | Райский пляж                    | Paradise Beach                   | Кэсси Барсби          |
| 1995—1996 | с  | Дома и в пути                   | Home and Away                    | Джоанна Бреннан       |
| 1997      | с  | Флиппер                         | Flipper                          | Вики Хэмптон          |
| 1997—1999 | с  | Удивительные странствия Геракла | Hercules: The Legendary Journeys | Немезида              |
| 1998—2000 | с  | Полинезийские приключения       | Tales of the South Seas          | Клэр Девон            |
| 1999      | с  | Водяные крысы                   | Water Rats                       | Мэри Уорт             |
| 2000      | с  | Зов убийцы                      | Murder Call                      | Андреа Тэтчер         |
| 2001—2003 | с  | Холодные ступни                 | Cold Feet                        | Джо Эллисон           |
| 2004      | тф | Ва-банк                         | Go Big                           | Софи                  |
| 2004      | с  | Все святые                      | All Saints                       | доктор Грейс Коннелли |
| 2004—2010 | с  | Остаться в живых                | Lost                             | Синди Чендлер         |
| 2021      | с  | Ла-Брея                         | La Brea                          | капитан Кэтрин Соуза  |
| 2022      | ф  | Омеловое ранчо                  | Mistletoe Ranch                  | Сиенна Хант           |
| 2022      | с  | Дарби и Джоан                   | Darby and Joan                   | Рут                   |
| 2022—2024 | с  | Тайны острова Рок               | Rock Island Mysteries            | Эмили Янг             |
| 2023      | ф  | Наш проект Рождества            | Mistletoe Moments                | Мэллори               |

### Видеоклипы
- Linkin Park — «Castle of Glass» (2012)